# Melanopareia maranonica
Melanopareia maranonica е вид птица от семейство Melanopareiidae. Видът е почти застрашен от изчезване.

## Разпространение
Видът е разпространен в Еквадор и Перу.